# Lista członków Centralnej Rady Narodowej
Lista członków Centralnej Rady Narodowej.
Rada składała się z około 170 osób:

## A
- Franciszek Ksawery d’Abancourt de Franqueville
- Maciej Alszer
- Wincenty Antoniewicz

## B
- Aleksander Konstanty Batowski
- Władysław Biesiadecki
- Józef Bocheński
- Kasper Boczkowski
- Aleksander Borkowski
- Teodor Borowski
- Stanisław Brześciański

## C
- Ferdynand Cielecki
- Franciszek Cywiński
- Jan Chojecki
- Stanisław Chojecki
- Adam Cybulski
- ks. Stanisław Czajkowski
- Jan Chwalibóg
- Władysław Czerkawski
- Michał Czacki
- (Wincenty?) Cetnarski
- Chądzyński

## D
- Mieczysław Weryha Darowski
- ks. Dawid Dawidowicz
- Aleksander Dzieduszycki
- Tytus Dzieduszycki
- Włodzimierz Dzieduszycki
- Józef Dzierzkowski
- Jan Dobrzański
- Ludwik Dolański
- Edward Dulski
- Edward Duniewicz

## F
- Franciszek Fabry
- Aleksander Fredro

## G
- ks. Juliusz Gałecki
- Dominik Gębarzewski
- Franciszek Gnoiński
- Michał Gnoiński
- Antoni Golejowski
- Feliks Gorazdowski
- Henryk Górski
- Zygmunt Grochowalski
- Marceli Gromadzyński
- Piotr Gross

## H
- Robert Hefern
- Karol Horn
- Julian Horoszkiewicz
- Dawid Horowitz
- Karol Hubicki
- Karol Hubrych

## J
- Marcin Jabłoński
- Józef Jakubowicz
- Henryk Janko
- Edward Jędrzejewicz
- Henryk Jędrzejewicz
- Jan Jurantowski

## K
- Józef Kabat
- Maurycy Kabat
- Karol Karkowski
- Walenty Kikiewicz
- ks. Tomasz Kincel
- Adam Kłodziński
- Abraham Kohn
- Józef Kokurewicz
- Józef Kolinowski
- Ludwik Komornicki
- Ignacy Komorowski
- Jan Konopka
- Teofil Kopczyński
- ks. Piotr Korotkiewicz
- Joachim Kosterkiewicz
- Kownacki (kowal)
- Kazimierz Krasicki
- Gustaw Kreczmar
- Konstanty Krobicki
- ks. Onufry Krynicki
- Kornel Krzeczunowicz
- ks. Michał Król
- Tomasz Kulczycki
- Michał Kusiewicz

## L
- Felicjan Laskowski
- Samuel Leligdowicz
- Wincenty Lewicki
- Jan Lityński
- Hieronim Lityński
- Adam Lubomirski
- Józef Lubomirski

## Ł
- Teodor Łażyński
- Jan Łuczkiewicz

## M
- Adam Maciejewski
- Szczęsny Maciejewski
- Rachmail Majer
- Henryk Malczewski
- Karol Malisz
- Konstanty Matczyński
- Oswald Menkes
- Józef Midowicz
- Majer Minz
- Abraham Mises
- ks. Antoni Monastyrski
- Sebastian Moskwa

## N
- Antoni Nikorowicz
- Ignacy Nikorowicz
- Jan Nowakowski

## O
- ks. gr. Michał Obuszkiewicz,

## P
- Mikołaj Padlewski
- Karol Paduch
- Józef Palach
- Józef Piasecki
- Meliton Pieńczykowski
- Stanisław Pilat
- Feliks Pohorecki
- Aleksander Pragłowski

## R
- Jan Riedel
- Wincenty Rogaliński
- Adam Rogalski
- Leonard Rogojski
- Jan Rozwadowski
- Konstanty Rucki
- Adolf Rudyński
- Albin Ruebenbrauer
- Eustachy Rylski
- Leon Rylski

## S
- Leon Ludwik Sapieha
- Zygmunt Sawczyński
- Antoni Sawkiewicz
- Henryk Schmitt
- August Seredyński
- Hipolit Seredyński
- Wojciech Serwatowski
- Aleksander Sękowski
- Adam Sidorowicz
- Adam Siedmiogrodzki
- Józef Siemańczewski
- Aleksander Siemieński
- Lucjan Siemieński
- Marceli Żuk-Skarszewski
- Ignacy Skrzyński
- Władysław Skrzyński
- Julian Skulimowski
- Sylwery Skulimowski
- Tadeusz Skulimowski
- Leon Słabkowski
- Antoni Słowikowski
- Wincenty Smagłowski
- Seweryn Smarzewski
- Franciszek Jan Smolka
- Marcin Sroczyński
- ks. Bernardyn Stadnicki
- Zygmunt Stadnicki
- Tadeusz Starzewski
- Ludwik Stecki
- Stoeger
- Józef Stojałowski
- Karol Szajnocha
- Baltazar Szczuk
- Aleksander Szedler
- Almikar Szelicki
- Kazimierz Szelicki
- Teodor Szemelowski
- Jan Szlachtowski
- Szczęsny Śmiałkowski
- Feliks Śmiałowski

## T
- Franciszek Trzecieski

## U
- ks. Damian Ufryjewicz

## W
- Stanisław Waguza
- Piotr Wasilewski
- Tadeusz Wasilewski
- Cyryl Wieńkowski
- ks. bp Franciszek Wierzchlejski
- Bronisław Witosławski
- Wiktor Witowski
- ks. bp Grzegorz Wojtarowicz
- Hieronim Wysłobocki
- August Wysocki

## Z
- Franciszek Zambrowski
- Grzegorz Ziembicki
- Florian Ziemiałkowski
- ks. Dionizy Zubrzycki
- Tadeusz Żebrowski
- Józef Żurakowski